# オーシャン・アベニュー112番地

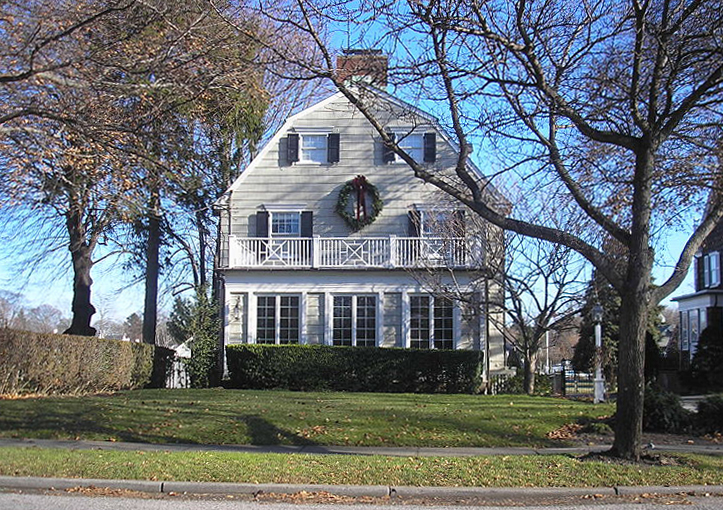
オーシャン・アベニュー112番地、2005年クリスマスに撮影

オーシャン・アベニュー112番地（112 Ocean Avenue）は、アメリカ合衆国ニューヨーク州アミティビル（Amityville）に所在する、伝統家屋である。「112」は実際には番地（地番）ではなく住居番号である。

## 概要
1924年に築造されたベッドルームが6部屋ある20世紀初頭風の家屋で、「ハイ・ホープス（High Hopes）」の名で知られている。
作家ジェイ・アンソン（Jay Anson）がこの家をモデルにして怪奇小説『アミティビル・ホラー（The Amityville Horror）』を書き、またいくつかの映画が作られた。

## 歴史

### デフェオ一家殺害事件（The DeFeo murders）

1973年のオーシャン・アベニュー112番地

1965年、デフェオ（DeFeo）一家がオーシャン・アベニュー112を購入した。1974年11月13日、この家の23歳になる息子ロナルド・デフェオ・ジュニアが、彼の両親と4人の兄弟姉妹全員を射殺した。後の1975年の裁判で、彼は「頭の中にいる何者かの声に『殺せ』とせき立てられていたのだ」と主張したが、終身刑の判決を受けた。ロナルドは現在、ニューヨーク州ビークマン（Beekman）にあるグリーン・ハーベン終身刑務所（Green Haven Correctional Facility）に服役後、2021年3月12日に死亡した。

### ラッツ一家（Lutz family）の引越し事件
1975年12月、ジョージ・ラッツ（George Lutz）がこの家を購入し、妻キャシー（Kathy）と3人の子供とともに引っ越してきた。だが彼らは、わずか28日でこの家を手放すことになった。
「この家に住んでいる間じゅう、ずっと得体の知れない怪奇現象に脅かされていた」
のだという。この話にヒントを得て、1977年にジェイ・アンソンが小説『アミティ・ビル・ホラー（The Amityville Horror）』を書き、1979年には主演ジェームズ・ブローリン（James Brolin）、共演マーゴット・キダー（Margot Kidder）、ロッド・スタイガー（Rod Steiger）でハリウッドにより同タイトルで映画化された（日本でのタイトルは『悪魔の棲む家』）。しかし、この話にはかなりの嘘があることが指摘されている。とはいえ、一家惨殺のあった家にラッツ一家が越してきたことや最後の結末は事実である。しかしそれは映画とは違い、経済面でのトラブルによるものである（悪魔の棲む家#『アミティヴィルの恐怖』も参照）。

### 現在
1976年1月にラッツ一家がこの家を手放して以降、噂はあっという間に広まり、多数の野次馬が殺到して近隣の安寧を妨げた。そのため大幅な修繕が行われ、象徴的だった扇の形をした窓は取り除かれた。観光客が押しかけることのないよう住所も変更された。「惨劇」が行われた地下室も、修繕が行われた際取りつぶされた。
座標: 北緯40度39分59.5秒 西経73度24分53.1秒 / 北緯40.666528度 西経73.414750度